# Tristania
Tristania foi uma banda de gothic metal da Noruega fundada em 1996, na cidade de Stavanger.
A banda é geralmente classificada como death/doom. Em seus primeiros lançamentos a banda tinha um som baseado em riffs do black metal com teclado dominante, com uso extenso do vocal gutural com acompanhamento de vocais femininos "teatrais" e instrumentos musicais tipicamente eruditos como o órgão de tubos, a flauta e o violino. Em álbuns posteriores, a banda procurou balancear mais o estilo vocal e adotar uma postura mais progressiva em seu som. Apesar da rotatividade de integrantes, a banda é conhecida pela complexidade, obscuridade e melancolia das letras. Chegou ao fim em 2022.

## História

### Formação e primeiro álbum
Em 1996, o Tristania foi formado em Stavanger, Noruega, por Einar Moen (sintetizador), Kenneth Olsson (bateria) e Morten Veland (guitarra e vocal). Moen e Veland decidiram sair da banda de que faziam parte, Uzi Suicide, e fizeram com que Olsson se unisse a eles em sua nova banda. Logo após, Rune Østerhus (baixo) e Anders Hoyvik Hidle (guitarra) também uniram-se à banda. Em Maio de 1997 a banda entrou em estúdio pela primeira vez e gravou sua demo, em Klepp Lydstudio. Nesse meio tempo, Vibeke Stene foi recrutada. Ela deveria originalmente contribuir na demo como uma participação especial, mas o resto da banda se convenceu de que sua voz combinava com o estilo da banda perfeitamente, e após convite aceitado ela tornou-se o sexto integrante. Durante o verão de 1997, a demo foi distribuída a diferentes gravadoras, e a Napalm Records ofereceu a melhor proposta. O primeiro lançamento da banda com a nova gravadora foi o mini CD Tristania, cujo conteúdo é a própria demo, mas com uma mistura e arte diferentes.
Inspirado por boas críticas por toda a Europa, a banda estava ansiosa para gravar o álbum de estréia. Após alguns meses, Moen e Veland tiveram as canções prontas e antes do fim de 1997 o primeiro álbum Widow's Weeds foi gravado, sendo lançado no começo do ano seguinte. Widow's Weeds é um álbum de metal sinfônico com influências de doom metal, rock gótico, death metal, música erudita e black metal. Essenciais para o álbum foram dois convidados especiais. Atualmente um membro regular da banda, Østen Bergøy (Morendoes) contribuiu com os vocais masculinos limpos na canção "Angellore". Os violinos foram tocados por Pete Johansen (The Scarr), que contribuiu também em outros álbuns do Tristania. Posteriormente ao lançamento de Widow's Weeds foi lançado o single "Angina".
Após ter feito suas primeiras apresentações ao vivo fora da Noruega, abrindo a turnê do Lacrimosa na Bélgica e na Áustria durante o verão de 1998, o Tristania fez sua primeira turnê européia no outono do mesmo ano, junto com Solefald e Haggard.

### Beyond the Veil
Em 1999, o álbum Beyond the Veil foi lançado, com canções construídas em torno dos mesmos elementos que o antecessor. Moen e Veland foram os compositores, mas Moen e Hidle também compuseram juntos outras faixas. Veland também foi o principal responsável pelas letras, pela guitarra e pelo vocal gutural. A banda seguiu então outra turnê com as bandas The Sins of Thy Beloved, Trail of Tears e Antichrisis.
Em 2000, a banda continuou a série extensiva de turnês, contando inclusive com oportunidades no México em agosto e nos Estados Unidos em Novembro. No fim do ano, Morten Veland saiu da banda devido a diferenças pessoais e montou uma outra banda de doom metal, Sirenia.

### World of Glass
O grupo estava ansioso para uma nova composição, e Moen e Hidle continuaram a trabalhar em seu novo material para o terceiro álbum, World of Glass, que foi gravado no estúdio na França em 2001. Devido à ausência de um substituto definitivo para Veland, Ronny Thorsen (Trail of Tears) contribuiu nos vocais extremos, enquanto Jan Kenneth Barkved e Østen Bergøy contribuíram com vocais limpos. Por sua vez, Pete Johansen participou com os violinos.
Após o retorno à Noruega, Kjetil Ingebrethsen (Blindfolded) juntou-se a banda como uma recolocação definitiva para Veland. Ao mesmo tempo, era uma coisa natural que Østen Bergøy se tornasse um membro regular da banda, após ter participado em todos os três álbuns até então. Ele havia se tornado cada vez mais importante como vocalista, e em World of Glass também como letrista.
World of Glass foi lançado em Setembro de 2001, e representa uma nova etapa para a banda, que procurou manter sua identidade e os elementos básicos na música. A ausência de Veland é significativa, e a diversidade musical que sempre foi importante para a banda tornou-se mais elaborada. Este álbum incluiu também o primeiro cover gravado pelo Tristania, "The Modern End", gravada originalmente pela lendária banda norueguesa Seigmen.
Dias depois do lançamento do álbum, a banda começou o World of Glass Tour na Europa, aberta por Rotting Christ e Vintersorg. Continuaram a turnê em 2002, com mais apresentações na Europa, como também no México, no Chile, no Brasil e na Colômbia.

### Ashes

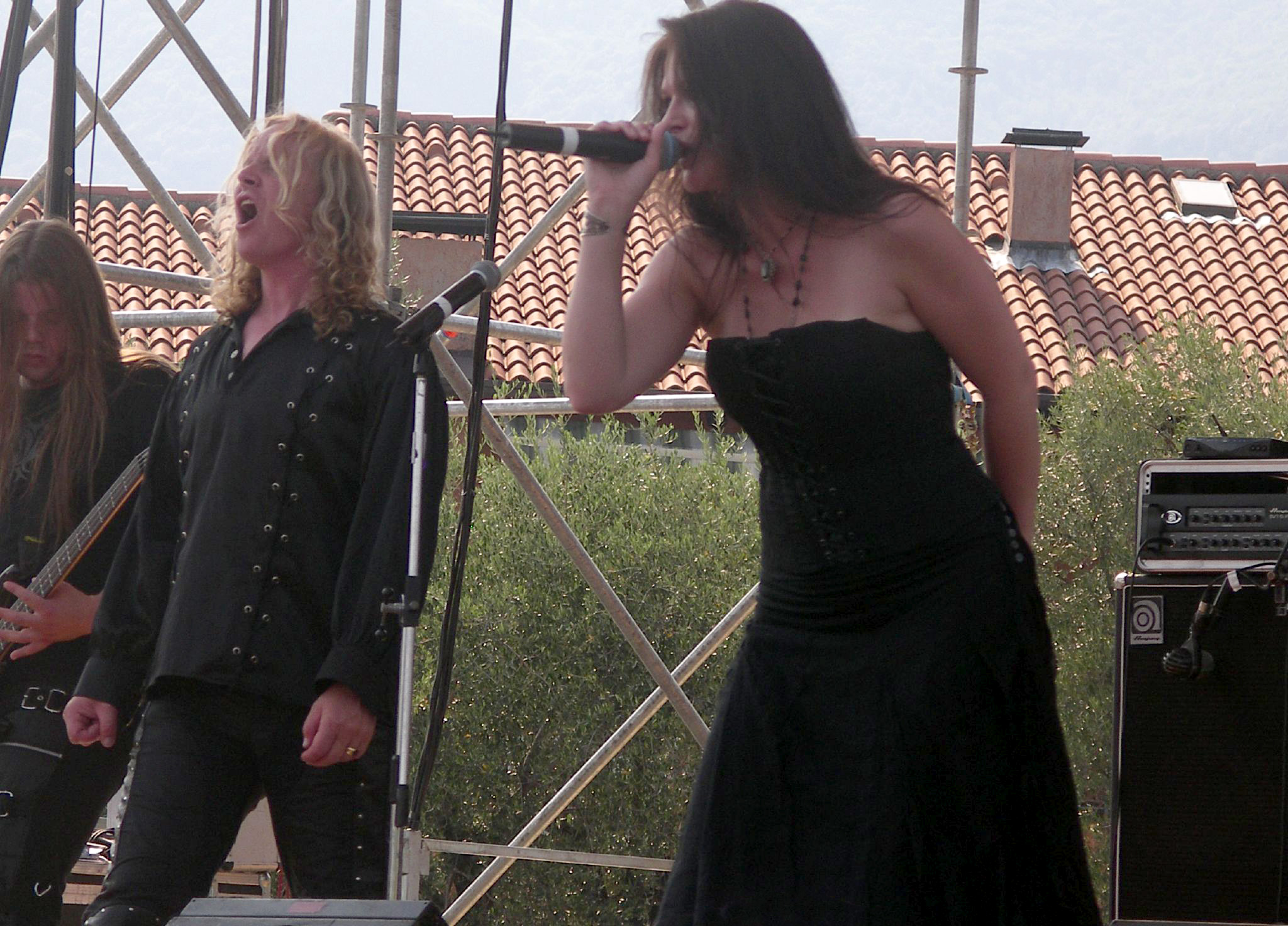
Tristania no Evolution Fest, 2006

Ashes é o quarto trabalho da banda, que veio quatro anos após o anterior, em 2005. É o primeiro álbum do Tristania na gravadora SPV após o final do contrato com a Napalm Records. Com ele, a banda mudou bastante sua sonoridade, aboliu os corais, as canções soam mais progressivas, com letras mais poéticas e com arranjos mais complexos do que anteriormente. Além disso, os violinos de Pete Johansen, que apareciam com freqüência nos álbuns anteriores da banda, foram substituídos pelas melodias de violoncelo de Hans Josef Groh. O álbum em si apresenta muitas variações musicais em relação aos trabalhos feitos anteriormente. "Libre" e "Circus" foram escritas pelo desenvolvedor do sítio oficial da banda, Kjartan Hermansen, enquanto "The Wretched" é baseada em "Ascending: Descending", um poema também de Hermansen.
A turnê do álbum, que não contou com a presença de Einar Moen (que permaneceu trabalhando em novos materiais para a banda), trouxe mais uma mudança para a banda: a adição de um segundo guitarrista, Svein Terje Solvang, o qual tocara com o grupo anteriormente em turnês. A adição dele como membro permanente em Maio de 2005 marca a primeira formação com dois guitarristas desde Beyond The Veil.
Em 2006, o vocalista Kjetil que fazia o vocal extremo deixa a banda, sem muitos motivos, mas sem ressentimentos com a banda. Para o novo álbum, lançado em Janeiro de 2007 e chamado Illumination, a banda contou com a participação do Vorph, vocalista da banda Samael, banda de black metal da Suíça.
Em fevereiro de 2007, Vibeke Stene deixa a banda por "questões pessoais".[carece de fontes?] Apesar de surgirem rumores de que ela estaria sendo cogitada como a nova vocalista do Nightwish após a saída de Tarja Turunen, a própria cantora desmentiu. A 19 de Outubro de 2007, a cantora italiana Mariangela "Mary" Demurtas(ex Reel ficiton, Alight) é anunciada como nova vocalista, após audições.
Em maio de 2008, o vocalista Østen Bergøy publicou no blog do grupo no MySpace que o guitarrista Svein Terje não faz mais parte do Tristania. Segundo a publicação, Terje não especificou motivos para tal decisão. Bergøy afirma que "A hora não poderia ser pior", e ainda que ama Terje como um irmão, mas que "isso foi como ser apunhalado pelas costas". “De todo modo, faremos a turnê com Anders Hidle como único guitarrista. Não é a situação ideal mas faremos funcionar”, comenta o vocalista. Após isso a banda tocou em vários festivais na América do Sul, México, e no Masters of Rock, na República Checa. Como outros compromissos gradualmente colocaram pressão sobre a dedicação dos antigos membros da banda, Tristania reconheceu os benefícios da renovação dos membros, para que possam se comprometer de forma permanente. A segunda adição veio com o baixista Ole Vistnes (Zerozonic), que se tornou membro permanente no início de 2008. Vistnes provou ser uma força considerável criativa da banda, e é agora um dos principais compositores.
Em 2009, Gyri Smordal Losnegaard (Octavia Sperati) assumiu o papel de segundo guitarrista. Logo se tornou evidente que o baterista Lie Tarald (Diabla) iria seguir o exemplo Vistnes. Finalmente, depois de responsabilidades parentais, a paermanência do vocalista Østens Bergøy tornou-se incompatível com os futuros esforços musicais, e a banda decidiu solicitar ao amigo de longa data, e vocalista Kjetil Nordhus (Trail of Tears, Green Carnation) para se juntar a banda de forma permanente. Já com a nova formação, a banda apresentou-se na Noruega em Kristinsand e Joperland, em Sibiu, na Romênia, no Artmania Festival, e finalizando suas apresentações de 2009, na Alemanha, uma delas no Wacken Open Air.

### Rubicon
Em 23 de junho de 2010, a banda a anuncia o nome de seu novo álbum, intitulado Rubicon, gravado durante os primeiros meses de 2010 em diversos estúdios na Noruega. Desta vez, a banda foi fortemente envolvido em todos os aspectos do processo, como a maior parte da produção nas mãos de Anders Hidle e Ole Vistnes. Waldemar Sorychta, que produziu Illumination, e também contribuindo para a pré-produção de "Rubicon", continua a desempenhar um importante papel como co-produtor. Sorychta também é responsável pela mixagem do disco, juntamente com Dennis Koehne, no Flying Pigs Studio.
Como os lançamentos anteriores, "Rubicon" recebe uma série de músicos convidados, com mais contribuições de Østen Bergøy nos vocais, e um reencontro com o violino de Pete Johansen. Com o novo registro, o Tristania também reviveu outro parceiro do passado, reunindo-se com sua ex-gravadora, Napalm Records.
O Tristania promoveu o novo álbum extensivamente, com a "Rubicon Tour 2010" se iniciando em outubro, levando-os a 9 países europeus em 16 dias.

### Fim da Banda
Em Setembro de 2022, por meio de comunicado na página oficial da banda, foi anunciado o cancelamento da turnê marcada, a banda encerra definitivamente suas atividades após 26 anos de carreira.

## Integrantes

### Formação atual
- Mariangela Demurtas - Vocal (Desde 2007).
- Kjetil Nordhus - Vocal (Oficialmente desde 2010, mas já tocava com a banda ao vivo desde 2009).
- Einar Moen - Teclado (Desde 1996, mas não toca mais ao vivo com a banda desde 2001).
- Anders Høyvik Hidle - Guitarra e Vocal Gutural (Desde 1996).
- Ole Vistnes - Baixo (Desde 2009).
- Tarald Lie - Bateria (Oficialmente desde 2010, mas já tocava com a banda desde 2007).
- Gyri Smørdal Losnegaard - Guitarra (Desde 2008).

### Ex-integrantes
- Svein Terje Solvang - Guitarra (2005 a 2008)
- Vibeke Stene - Vocal (1996 a 2007)
- Kjetil Ingebrethsen - Vocal Gutural (2002 a 2006)
- Morten Veland - Vocal e Guitarra (1996 a 2001; agora no Sirenia)
- Rune Østerhus - Baixo (1996 a 2006)
- Kenneth Olsson - bateria (1996 a 2010) (Não tocava mais com a banda desde 2007).
- Østen Bergøy - Vocal (2001 a 2010) (Já tocava com a banda bem antes de sua entrada oficial em 2001 e deixou de tocar ao vivo em 2009).

## Discografia

### Álbuns de estúdio
- Widow's Weeds (1998)
- Beyond the Veil (1999)
- World of Glass (2001)
- Ashes (2005)
- Illumination (2007)
- Rubicon (2010)
- Darkest White (2013)

### Compactos
- Tristania (1997, EP, Napalm Records)
- "Midwintertears" (1997)
- "Angina" (1999)
- "Sanguine Sky" (2007)

## Videografia

### Álbuns de vídeo
- Widow's Tour (1999, VHS)

### Vídeos musicais
- "Heretique"(1999)
- "Equilibrium" (2005)
- "Libre" (2005)
- "Year Of The Rat" (2010)